# Ссылочное ранжирование (поисковые системы)
Ссылочное ранжирование - один из факторов поисковых систем для формирования рейтинга сайтов в поисковой выдаче. Чем больше ссылок с тематическим текстом ссылаются на определённый сайт или страницу, тем выше его позиции в поисковой выдаче. Данный вид ранжирования используют все крупные поисковые системы.
Алгоритм ссылочного ранжирования постоянно меняется и корректируется поисковыми системами.

## История
Одной из первых поисковых систем использующих данный фактор был Google. Когда SEO индустрия только начинала развиваться, данный фактор оказывал ключевое воздействие на продвижение сайта. Когда  SEO специалисты начали активно манипулировать данным показателем, поисковым системам пришлось ужесточить ссылочные факторы, вплоть до наказаний сайтов в виде различный санкций.
С каждым годом данный показатель снижает свой фактор в ранжировании сайтов. Поисковые системы больше начинают обращать внимание на качество самого сайта.

## О критерии качества ссылок
Вот несколько критериев качественной ссылки:
- Ссылка должна вести с тематического сайта
- Ссылка должна быть полезной и помогать пользователю раскрыть информацию более подробно
- Ссылка не должна быть СПАМной

Можно привести ещё множество пунктов. Так же стоит добавить, что даже если Веб-мастер покупает ссылку за деньги, она должна быть полезной для пользователя!
С каждым годом поисковые системы совершенствуются и вводят новые алгоритмы для борьбы со ссылками которые предназначены исключительно для SEO продвижения сайта. А точнее со СПАМными ссылками, которые не несут никакой смысловой нагрузки для пользователей.